# Telgaon
Telgaon é uma vila no distrito de Surguja, no estado indiano de Chhattisgarh.

## Demografia
Segundo o censo de 2001, Telgaon tinha uma população de 7145 habitantes. Os indivíduos do sexo masculino constituem 53% da população e os do sexo feminino 47%. Telgaon tem uma taxa de literacia de 65%, superior à média nacional de 59,5%: a literacia no sexo masculino é de 73% e no sexo feminino é de 56%. Em Telgaon, 16% da população está abaixo dos 6 anos.